# Aridelus elasmuchae
Aridelus elasmuchae är en stekelart som beskrevs av Maeto och Kudo 1992. Aridelus elasmuchae ingår i släktet Aridelus och familjen bracksteklar. Inga underarter finns listade.